# Gęsianka różowobrązowa
Gęsianka różowobrązowa (Dermoloma cuneifolium (Fr.) Singer ex Bon) – gatunek grzybów należący do rzędu pieczarkowców (Agaricales).

## Systematyka i nazewnictwo
Pozycja w klasyfikacji według Index Fungorum: Dermoloma, Tricholomataceae, Agaricales, Agaricomycetidae, Agaricomycetes, Agaricomycotina, Basidiomycota, Fungi.
Po raz pierwszy zdiagnozował go Elias Fries w roku 1821, nadając mu nazwę Agaricus cuneifolius. Obecną, uznaną przez Index Fungorum nazwę nadali mu Rolf Singer i Marcel Bon w 1986 r.
Ma 17 synonimów. Niektóre z nich:
- Dermoloma atrocinereum (Pers.) P.D. Orton 1960
- Dermoloma atrocinereum (Pers.) Herink 1958
- Dermoloma cuneifolium var. punctipes Arnolds 1992
- Dermoloma fuscobrunneum P.D. Orton 1980

Nazwę polską zaproponował Władysław Wojewoda w 2003 r. Stanisław Chełchowski w 1898 r. opisywał go pod nazwą bedłka klinowata.

## Morfologia
Kapelusz
O średnicy 3–5 cm, początkowo wypukły, potem szeroko wypukły, na koniec prawie płaski. Powierzchnia naga, szarobrązowa, na środku nieco ciemniejsza.
Blaszki
Zbiegające z ząbkiem, średnio gęste lub gęste, białe.
Trzon
Wysokość 3–5 cm, grubość 0,5–1 cm, równy, nagi, suchy, biały.
Miąższ;
Biały, nie zmieniający barwy po uszkodzeniu. Zapach i smak mączny.
Cechy mikroskopowe
Wysyp zarodników biały. Zarodniki elipsoidalne, długie, 4,5–7 × 2,5–4 µm, gładkie, szkliste, w KOH nieamyloidalne. Trama blaszek równoległa. Podstawki 4-sterygmowe. W hymenium brak cystyd. Elementy końcowe strzępek skórki kapelusza gruszkowate, o średnicy 10–25 µm, gładkie, szkliste w KOH. Występują sprzążki.

## Występowanie i siedlisko
Znane jest występowanie gęsianki różowobrązowej w Europie Zachodniej i Południowo-Zachodniej, Afryce i Ameryce Północnej. Jedyne stanowisko tego gatunku w Polsce podał Franciszek Błoński w 1896 roku w Warszawie. Rósł na ziemi, w trawie wśród zarośli. Według W. Wojewody jest gatunkiem na terenie Polski wymarłym.
Prawdopodobnie jest saprotrofem, ponieważ czasami występuje na łąkach bez drzew w pobliżu. Rośnie na obszarach trawiastych lub w lasach liściastych latem i jesienią. Czasami występuje gromadnie.